# 한산소곡주
한산소곡주(韓山素穀酒)는 대한민국 충청남도 서천군 한산면 호암리, 한산지방의 이름난 술이다. 1979년 7월 3일 충청남도의 무형문화재 제3호로 지정되었다.

## 개요
한산소곡주는 한산지방의 이름난 술로서 빛깔은 청주와 같다. 백제 때의 궁중술로서 백제 유민들이 나라를 잃고 그 슬픔을 잊기 위해 빚어 마셨다고 한다. 조선시대에 들어 가장 많이 알려진 술로『동국세시기』·『경도잡지』·『시의전서』·『규합총서』등에 제조법이 기록되어 있다.
소곡주를 만드는 방법은 찹쌀을 빚어 100일 동안 익힌다. 이때 며느리가 술맛을 보느라고 젓가락으로 찍어 먹다보면 저도 모르게 취하여 일어서지도 못하고 앉은뱅이처럼 엉금엉금 기어다닌다고 하여 ‘앉은뱅이술’이라고도 한다.
한산소곡주는 술맛이 독특한 뛰어난 민속주로 기능보유자 우희열씨에 의해 전승되고 있다.

## 참고 자료
- 한산소곡주 - 국가유산청 국가유산포털